# Jack Lord

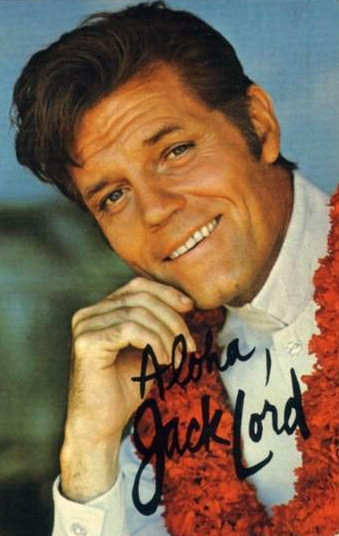
Jack Lord

Jack Lord (* 30. Dezember 1920 in New York City, New York; † 21. Januar 1998 in Honolulu, Hawaii; eigentlich John Joseph Patrick Ryan) war ein US-amerikanischer Film- und Theaterschauspieler sowie Filmregisseur und Filmproduzent. Seine bekannteste Rolle spielte er von 1968 bis 1980 als Ermittler Steve McGarrett in der Krimiserie Hawaii Fünf-Null.

## Leben

### Frühes Leben, Kriegseinsätze
Jack Lord – seinen Künstlernamen lieh er sich von einem Verwandten der Familie – war der Sohn von William Lawrence Ryan, dem Besitzer einer Handelsschifffahrtslinie. Mit 15 Jahren begann Lord während der Schulferien seinen Vater auf dessen Reisen zu begleiten. Sein Zeichentalent nutzte der Junge, um zahlreiche dabei besuchte Landschaften auf Papier festzuhalten, darunter Afrika, China und Europa.
Nach dem Schulabschluss besuchte Lord die United States Coast Guard Academy in New London (Connecticut), wo er es bis in den Rang eines Fähnrichs schaffte. Lord diente kurz darauf im Zweiten Weltkrieg und beschloss nach seiner Abmusterung, es als Zeichner zu versuchen. Mehrere seiner Arbeiten wurden im Metropolitan Museum of Art in New York ausgestellt.
Kurz danach brach der Koreakrieg aus, und Lord wurde reaktiviert. Dank seines Talents, Bilder zu erfassen, fiel ihm die Aufgabe zu, maritime Ausbildungsfilme zu drehen. 

### Karriere als Schauspieler
Bei der Arbeit an den Ausbildungsfilmen keimte in ihm der Wunsch, Schauspieler und Filmemacher zu werden. Um sich das Studium an einem New Yorker Theater zu finanzieren, arbeitete Lord parallel als Verkäufer von Cadillacs. 1949 gab Lord sein Debüt als Schauspieler im Drama Project X. Im Verlaufe der 1950er-Jahre hatte er Auftritte in diversen Fernsehspielen und einigen Kinofilmen sowie mehrere Engagements am Broadway. Dort spielte er etwa 1955 den Brick in Die Katze auf dem heißen Blechdach. In Hollywood wurde Lord zwar nie zu einem wirklichen Kinostar, hatte aber 1958 in den von Anthony Mann inszenierten Filmen Gottes kleiner Acker oder Der Mann aus dem Westen gute Nebenrollen.
Seine bekannteste Filmrolle bekam Lord 1962 offeriert: In James Bond jagt Dr. No, dem ersten Film der James-Bond-Kinoreihe, verkörperte er den CIA-Agenten Felix Leiter. In den folgenden Bond-Filmen fiel diese Rolle an andere Schauspieler. Ebenfalls 1962 spielte Lord seine erste Hauptrolle in einer regulären Fernsehserie, nämlich Stoney Broke über einen Rodeo-Cowboy. Die Serie wurde jedoch nach nur einem Jahr abgesetzt. Lord war auch ein Kandidat für die Rolle des Captain Kirk in Raumschiff Enterprise gewesen. Doch sein Wunsch, die Serie auch zu produzieren und 50 % der Profite zu erhalten, wurde von Gene Roddenberry abgelehnt, und William Shatner erhielt den Part.
Seine bekannteste Rolle verkörperte Lord von 1968 bis 1980 in der erfolgreichen Krimiserie Hawaii Fünf-Null. In der auf Hawaii gedrehten Serie verkörperte er in 279 Folgen die Hauptfigur des Steve McGarrett. Dabei war Lord nicht nur Hauptdarsteller, sondern hatte auch hinter der Kamera auch entscheidenden Einfluss: er entwickelte Hawaii Fünf-Null in enger Zusammenarbeit mit dem Produzenten und Autoren Leonard Freeman, auch führte er bei sechs Episoden Regie. Nachdem Freeman im Jahr 1974 gestorben war, galt Lord als inoffizieller Showrunner, wenn auch eine Reihe anderer Produzenten noch beteiligt waren. Sein Vertrag erlaubte es ihn, Einfluss auf die Inhalte der einzelnen Folgen zu nehmen. Hawaii Fünf-Null kann mit zwölf Jahren Laufzeit und weltweiten Verkäufen als eine der erfolgreichsten Krimiserien der amerikanischen Fernsehgeschichte gelten, und der Tourismus nach Hawaii erhöhte sich durch die Serie enorm.
Nach dem Ende von Hawaii Fünf-Null 1980 drehte Lord im selben Jahr nur noch den Fernsehfilm M Station: Hawaii, ehe er sich – durch Hawaii Fünf-Null zum Millionär geworden – aus dem Schauspielgeschäft zurückzog.

### Privates
1942, noch während seiner Militärdienstzeit, heiratete Jack Lord Ann Willard. Der gemeinsame Sohn kam im Alter von 13 Jahren bei einem Verkehrsunfall ums Leben. Die Ehe wurde nach fünf Jahren geschieden. Seine zweite Ehe mit Marie Denarde, die 1954 geschlossen wurde, hielt bis zu Lords Tod.
Die letzten 18 Jahre seines Lebens verbrachte Jack Lord zurückgezogen auf Hawaii, wo er mit seiner Frau ein Strandhaus bewohnte. Er starb einen Monat nach seinem 77. Geburtstag an Herzversagen.

### Rezeption und Andenken
In Anerkennung seiner Rolle als Steve McGarrett in der Serie Hawaii Fünf-Null und der damit verbundenen Aufmerksamkeit für den Inselstaat, aber auch in Gedenken an einen Mann, der immer als Philanthrop galt und das Leben und die Menschen auf Hawaii schätzte und liebte, wurde im Jahre 2004 südlich von Waikiki Beach eine Büste enthüllt, die an Jack Lord erinnern soll.
In Hawaii Five-0 (2010–2020), dem Remake der Serie, ist er als Überraschungsgast zu sehen: In der Auftaktepisode der 7. Staffel wird seine Person als Hommage an seine jahrelange Rolle mittels CGI-Technik (Computer Generated Imagery) eingespielt – ca. 19 Jahre nach dem Tod des Schauspielers Jack Lord. In der Szene gibt der animierte „alte“ Steve McGarrett dem „neuen“ Steve McGarrett (gespielt von Alex O’Loughlin) ein paar Ratschläge.

## Filmografie (Auswahl)
- 1949: Project X
- 1950: Cry Murder
- 1950: Der tätowierte Fremde (The Tattooed Stranger)
- 1955: Verdammt zum Schweigen (The Court-Martial of Billy Mitchell)
- 1956: König der Vagabunden (The Vagabond King)
- 1957: Luftfracht Opium (Tip on a Dead Jockey)
- 1957: Have Gun – Will Travel (Fernsehserie, Folge 1x01)
- 1957: Rauchende Colts (Gunsmoke, Fernsehserie, Folge 3x14)
- 1958: Der blonde Köder (The True Story of Lynn Stuart)
- 1958: Gottes kleiner Acker (God’s Little Acre)
- 1958: Der Mann aus dem Westen (Man of the West)
- 1959: Der Henker (The Hangman)
- 1959: Die Unbestechlichen (The Untouchables, Fernsehserie, Folge 1x03)
- 1959/1961: Tausend Meilen Staub (Rawhide, Fernsehserie, 2 Folgen)
- 1960: Bonanza (Fernsehserie, Folge 1x17)
- 1960: Ich kaufte ein Chinesenmädchen (Walk Like a Dragon)
- 1960: Gnadenlose Stadt (Naked City, Fernsehserie, Folge 2x08)
- 1961: Route 66 (Fernsehserie, Folge 1x14)
- 1962: James Bond – 007 jagt Dr. No (Dr. No)
- 1962–1963: Stoney Burke (Fernsehserie, 32 Folgen)
- 1964: Dr. Kildare (Fernsehserie, Folge 3x15)
- 1964: Grand Hotel (Fernsehfilm)
- 1966: FBI (The F.B.I., Fernsehserie, Folge 2x08)
- 1966: Die Leute von der Shiloh Ranch (The Virginian, Fernsehserie, Folge 5x10)
- 1966: Der Flug des Schreckens (The Doomsday Flight, Fernsehfilm)
- 1967: Invasion von der Wega (The Invaders, Fernsehserie, Folge 1x05)
- 1967: Auf der Flucht (The Fugitive, Fernsehserie, Folge 4x22)
- 1967: Ritt zum Galgenbaum (The Ride to Hangman’s Tree)
- 1967: Der Chef (Ironside, Fernsehserie, Folge 1x03)
- 1967: Solo für O.N.C.E.L. (The Man from U.N.C.L.E., Fernsehserie, Folge 4x06)
- 1968: High Chaparral (The High Chaparral, Fernsehserie, Folge 1x20)
- 1968: Das Rasthaus der teuflischen Schwestern (The Name of the Game Is Kill!)
- 1968: Killer auf Befehl (The Counterfeit Killer)
- 1968–1980: Hawaii Fünf-Null (Hawaii Five-O, Fernsehserie, 281 Folgen)
- 1980: M Station: Hawaii (Fernsehfilm)